# Меррилл, Джон
Джон Меррилл (англ. Jon Merrill; 3 февраля 1992 года, Оклахома-Сити, Оклахома, США) — профессиональный американский хоккеист, выступает за команду НХЛ «Миннесота Уайлд». На драфте НХЛ 2010 был выбран во втором раунде командой «Нью-Джерси Девилз»

## Карьера
27 марта 2013 года подписал контракт новичка с клубом НХЛ «Нью-Джерси Девилз», а сезон 2013/14 начал в фарм-клубе «Дэвилз» «Олбани Дэвилз», который выступает в Американской хоккейной лиге.
3 ноября 2013 года дебютировал в Национальной хоккейной лиге в игре против клуба «Миннесота Уайлд» (0:4), но дебют у Меррилла получился очень неудачным. На 5-й минуте первого периода в борьбе за шайбу у борта, неудачно упал и смог покинуть лёд благодаря партнёрам. Свою первую шайбу, Меррилл, забросил в овертайме игры против «Эдмонтон Ойлерз».
21 июня 2017 года на драфте расширения был выбран клубом «Вегас Голден Найтс». Спустя год, 21 июня 2018 года, продлил контракт с «Голден Найтс» на два года, сумма которая составляет 2.75 млн долларов.

### В сборной
В 2009 и 2010 годах в составе юношеской сборной США выигрывал турнир. В 2011 году со молодёжной сборной выигрывал бронзовую медаль, но на следующий год с «молодёжкой» занял седьмое место. За национальную сборную никогда не выступал.

## Личная жизнь
Меррилл родился в городе Оклахома-Сити, но вырос уже в небольшом городке Гранд-Бланк в штате Мичиган и в Брайтоне из этого же штата. У Джона есть старший брат, Грег, который выступал на позиции защитника в университетских командах.